# 9 Lives
9 Lives è l'album di debutto della cantante statunitense Kat DeLuna, pubblicato negli Stati Uniti il 7 agosto 2007.

## Produzione
Kat DeLuna ha scritto ogni canzone dell'album con il produttore RedOne.

## Singoli estratti
- Whine Up (1º maggio 2007)
- Run the Show (15 gennaio 2008)

## Tracce

### Edizione Standard
1. 9 Lives (Intro) - 1:06
2. Run the Show (Featuring Shaka Dee) - 3:31
3. Am I Dreaming - 4:14
4. Whine Up (Featuring Elephant Man) - 3:25
5. Feel What I Feel - 4:04
6. Love Me, Leave Me - 4:11
7. In the End - 3:23
8. Love Confusion - 4:02
9. Animal - 3:23
10. Be Remembered (Featuring Shaka Dee) - 3:37
11. Enjoy Saying Goodbye - 4:05

#### Bonus Tracks
1. "Whine Up" (En Español) (Featuring Elephant Man) - 3:25
2. "Como un Sueño" (Am I Dreaming En Español) - 3:59
3. "Run the Show" (En Español) (Featuring Don Omar) - 3:30
4. "How We Roll" (Japanese Bonus Track)
5. "You Are Only Mine" (Japanese Bonus Track) - 3:30

## Re-Release e rimozione da iTunes USA
Nel febbraio 2008 l'album è stato rimosso dall'iTunes degli Stati Uniti. La causa della rimozione è attribuita alla pubblicazione di una re-release dell'album. Questa nuova versione è stata pubblicata in tutto il mondo.

### Re-Release
1. "9 Lives" (Intro) - 1:08
2. "Run the Show" (Featuring Busta Rhymes) - 3:31
3. "Am I Dreaming" (Featuring Akon) - 3:58
4. "Feel What I Feel" - 4:04
5. "Whine Up" (Featuring Elephant Man) - 3:25
6. "Love Me, Leave Me" - 4:11
7. "In the End" - 3:23
8. "Love Confusion" - 4:02
9. "Animal" - 3:23
10. "You Are Only Mine" - 3:30
11. "Enjoy Saying Goodbye" - 4:05

#### Bonus Tracks
1. "Whine Up" (En Español) (Featuring Elephant Man) - 3:25
2. "Run the Show" (En Español) (Featuring Don Omar) - 3:30
3. "Como un Sueño" (Am I Dreaming En Español) - 3:59

## Cronologia pubblicazione
| Nazione     | Data             | Note                                    |
| ----------- | ---------------- | --------------------------------------- |
| Stati Uniti | 7 agosto 2007    | Non più disponibile in iTunes Store USA |
| Stati Uniti | 29 luglio 2008   | Deluxe Edition                          |
| Giappone    | 8 agosto 2007    | Non più disponibile in iTunes Store JPN |
| Giappone    | 30 luglio 2008   | Deluxe Edition                          |
| Francia     | 21 aprile 2008   |                                         |
| Italia      | 21 aprile 2008   | Solo in download digitale               |
| Singapore   | 1º maggio 2008   |                                         |
| Germania    | 25 luglio 2008   |                                         |
| Australia   | 26 agosto 2008   |                                         |
| Polonia     | 8 settembre 2008 |                                         |

## Classifiche
| Classifica (2008)            | Posizione massima |
| ---------------------------- | ----------------- |
| Belgium Albums Top 50        | 16                |
| French Albums Chart          | 26                |
| U.S. Billboard 200           | 58                |
| Swiss Albums Top 100         | 75                |
| Australian ARIA Urban Albums | 46                |